# Pedra (Bellver de Cerdanya)
Pedra és una entitat de població del municipi cerdà de Bellver de Cerdanya, situat al peu de la serra de Moixeró.
El 2021 tenia 11 habitants.

## Llocs d'interès
- Església romànica de Sant Julià de Pedra (segle xi). L'any 1984 la Generalitat de Catalunya la declarà monument historicoartístic.[1]